# Ectropothecium taxiforme
Ectropothecium taxiforme är en bladmossart som beskrevs av Brotherus 1897. Ectropothecium taxiforme ingår i släktet Ectropothecium och familjen Hypnaceae. Inga underarter finns listade i Catalogue of Life.